# مقياس الإشعاع السماوي

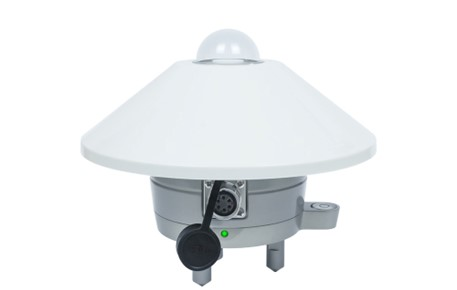
مقياس الإشعاع السماوي

مقياس الإشعاع السماوي، أو حرفياً بيرانومتر (بالإنجليزية: Pyranometer)‏، هو أحد أنواع أجهزة القياس المستخدمة في الأرصاد الجوية لقياس كمية الإشعاع الكلية التي تصل سطح الأرض بشكل مباشر، (إشعاع شمسي مباشر) أو غير مباشر (إشعاع جوي). أيّ مقياس إشعاع سماوي مثالي لا يتطلّب أيّ طاقة كهربائية لتشغيله.
يمكن أن يحتوي مستشعر الخلية الكهروضوئية المرجعية أو مستشعر شدة الإشعاع الشمسي على ما يصل إلى 5 مداخل، مما يسمح بتوصيل مستشعر درجة حرارة الوحدة، ومستشعر درجة الحرارة المحيطة، ومستشعر سرعة الرياح، ومستشعر اتجاه الرياح، ومستشعر الرطوبة النسبية، من خلال مخرج واحد فقط باستخدام بروتوكول Modbus RTU متصل مباشرة بجهاز تسجيل البيانات (Datalogger). يُطلق على هذا التكوين اسم "محطة الأرصاد الجوية"، وهي مناسبة لمراقبة محطات الطاقة الشمسية الكهروضوئية. وتُعد هذه الميزة واحدة من الفروقات الرئيسية بين البيرانو ميتر الحراري ومستشعر شدة الإشعاع الشمسي القائم على الخلية المرجعية.

## مراجع

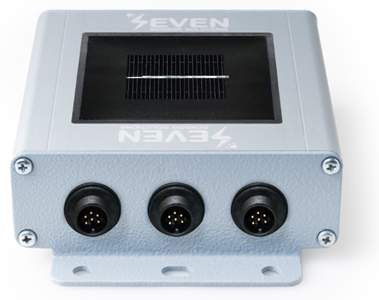
مقياس الإشعاع